# Бозелли, Феличе

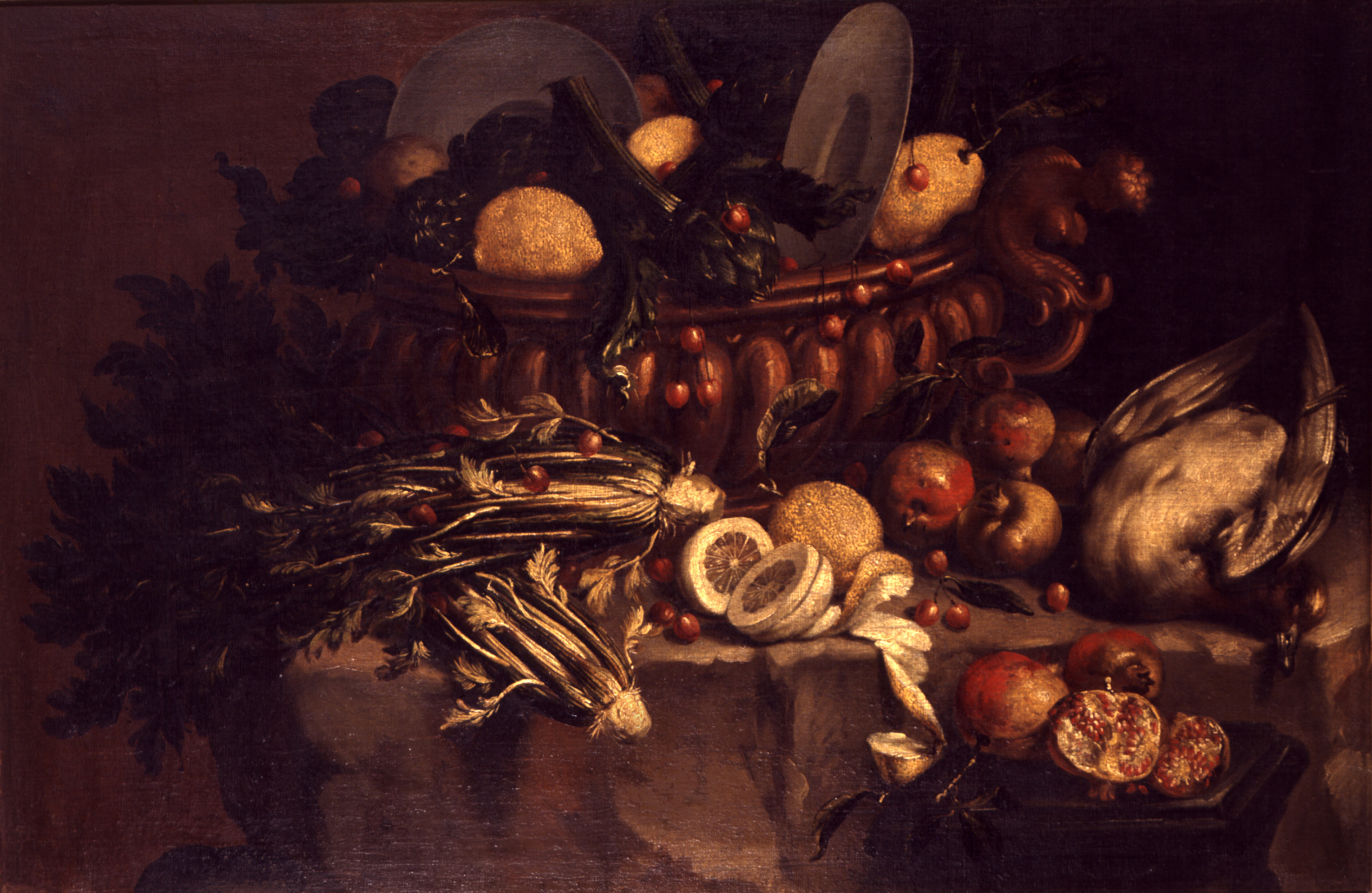
Натюрморт с овощами

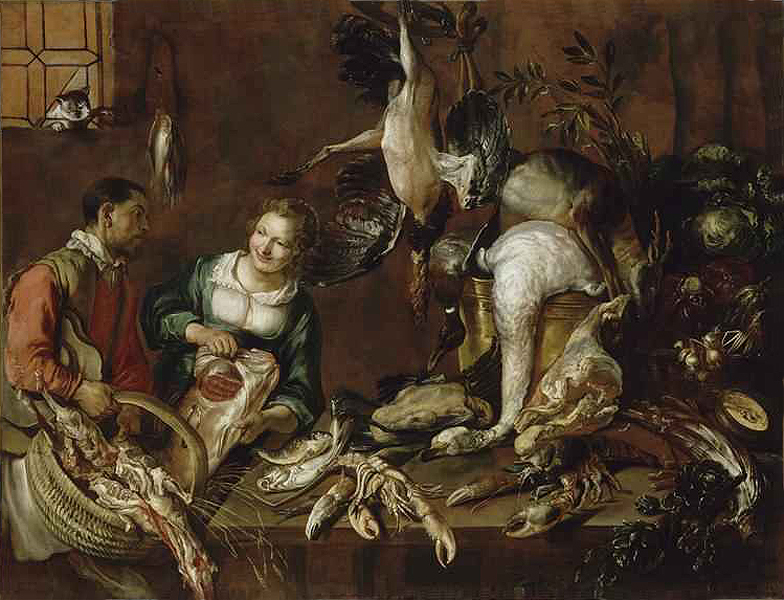
Натюрморт с торговками домашней птицей и рыбой

Феличе Бозелли (итал. Felice Boselli; Пьяченца, 20 апреля 1650 — 23 августа 1732, Парма) — итальянский живописец.

## Биография
Феличе Бозелли был сыном богатого сапожника Кристофера и Люсии Каттанео. Очень мало известно об его образовании. В Милане с 1664 по 1669 годы был учеником не Иосифа Карачи, а его брата Микеланджело. Тогда же он познакомился с Анджело Мария Кривелли, специализировавшимся на натюрмортах. Общая интонация его картин и факт того, что, он любил использовать в натюрмортах несколько живых фигур, заставляет предполагать, что он перенял стиль ломбардской живописи. По мнению исследователей, на его стиль, как и на стиль большинства итальянских художников, писавших натюрморты в XVII и XVIII веках, повлияла фламандская школа.
После краткого пребывания в Пьяченце, Бозелли перебирается в Парму (1670), где пишет работы для знати и где 26 июля 1673 у его жены Барбары Драги (умершей в 1731) родился единственный сын, Орацио, который также стал художником.
Картины Бозелли давали ему если не большую славу, так возможность комфортной жизни, о чём свидетельствует большое число его работ в дворянских домах Пармы и Пьяченцы, выполненных по моде того времени: эти работы висели в столовых и вызывали аппетит, при этом были крупнее чем в гостиных и больше подошли бы мясной лавке или обширной кухне, среди чёрного дыма и душистых запахов.
Бозелли принадлежит к категории художников крестьянского натюрморта: на его работах встречаются дичь, потрошенная рыба, мёртвые птицы, выщипанные перья куриц, деревянные чаны с капустой и репой, расположенные на господских кухнях, изношенных каменных ступенях или деревенских столах. В натюрморты он вплетает и небольших домашних животных, чаще всего беспородных кошек (кота, который чаще всего встречается на его полотнах звали Feles или Феликс — так же как и художника, что означает «счастливый» и представляет самого автора) и взъерошенных бродячих собак среди курятника; или селян, одевших лучшее праздничное платье и вывезших свою продукцию на рынок, с ещё черными от земли пальцами и мозолистыми руками.
Для такой обстановки он подбирал более плотные и тяжёлые тона, выписывая небольшие возвышения и небольшие просветы в густых пейзажах из деревьев.
Также Бозелли проявляет себя сельским жителем с неординарным чувством юмора и появляется на автопортрете в Национальной Галерее Пармы (приблизительно 1720 год), разодетым в пух с палитрой в руках и завитом парике, в придворной позе, но с резвыми глазами, которые с живым вниманием наблюдают за моделью вне холста. Отдельное внимание привлекает к себе подвешенная справа дичь.
Бозелли писал не только бытовые сцены. Для росписи театра его вызвал Алессандро Фонтанеллато Санвитале, где он работал с 1681 по 1690 года. Следующие десять лет он практически стал личным художником Санвитале и в дополнение к привычным для него натюрмортам с кровоточащим мясом и рыбой, он писал портреты и декоративные элементы для зала приёма — элегантный фриз с вазами, наполненными цветами в окружении белых крылатых грифонов; барочные карнизы в завитках и раковинах.
Но самая красивая серия — это шесть овальных картин в Соранье, выполненных между 1700 и 1701 годами, где в натюрморты с рыбой и моллюсками, размещёнными на переднем плане, вплетены фигуры молодых людей на фоне пейзажа.
В 1702 году он работал в церкви Святой Бригитты в Пьяченце, единственном оставшемся от него изображении религиозной тематики, что не уникально, как и в других подобных случаях с древними религиозными произведениями, зачастую потом потерянными.
В 1704 году он переезжает в Фонтанеллато, где выражает свой талант в 12 полотнах мифа «Диана и Актеон» (Парма, Национальная Галерея) — росписи фресок в комнатах крепости Пармиджанино, где Бозелли использует яркие цвета и оригинально смоделированные драпировки.
Позже, в картине «Мальчик и слепой нищий» (Национальная Галерея Пармы) он вдохновлялся ломбардской школой — голландцем Питером ван Лаером, римлянином Микеланджело Черкуоцци и взяв их приёмы тёмных оттенков белого и непосредственного мазка, изображая одежду в лохмотьях, уши и чувствительные руки. Есть четыре картины, выполненные в том же стиле после 1710 года для Санватале (Национальная галерея, Парма), со схожими рисунками и натюрмортами.
В то же время он пишет и другие работы — «Мясник, взвешивающий мясо для бедного клиента» в коллекции Цаули Нальди в Фаэнцза, а также коллекциях Антонио Пьаченца в Пьяченце и Цаккия Рондинини Болоньи, где в лучшем виде проявляется его деятельность, если рассматривать её определенным способом: напыление из серебра даёт отблеск света на тёмном фоне, и часто появляется на расстоянии, как первый проблеск рассвета на небе.
Его картины можно увидеть во многих государственных и частных коллекциях в Парме и Пьяченце, в Художественной галерее Кремона, Академии Каррара в Бергамо. В 1713 году его произведения были инвентаризованы во внушительном собрании великого князя Фердинандо Медичи в Тоскане. Среди более поздних работ, наиболее известны два натюрморта Бозелли в Галерее Кампори Модены, подписанных и датированных на оборотной стороне 1730 годом, где исчезает магический блеск его зрелых полотен и работы становятся лишь повторением прошлого успеха.
Описание биографии Бозелли в Монографиях Фердинандо Аризи является основным, но принимается во внимание с некоторыми поправками. Его первая монография (1973), возможно имеет несколько неправильных атрибуций, но даёт очень хорошее общее представление о культурном окружении Бозелли. Многие поправки были сделаны в его следующей работе «Натюрморт в Милане и Парме в эпоху барокко».
В российских коллекциях работы круга Бозелли можно найти в собрании Музея частных коллекций Международного Института Антиквариата, входящего в ASG Инвестиционную группу компаний — «Кладовая: натюрморт с дичью, виноградом, корзиной груш, спаржей и вазой с вишнями».